# Obolonsko-Teremkivska-lijn
De Obolonsko-Teremkivska-lijn (Oekraïens: Оболонсько-Теремківська лінія) is een lijn van de metro van Kiev. De bouw van de lijn begon in 1971 en in 1976 werd het eerste deel ervan in gebruik genomen. De lijn ligt volledig op de rechteroever van de Dnjepr en verbindt het noorden met het zuiden van de Oekraïense hoofdstad. De Obolonsko-Teremkivska-lijn telt 18 stations en heeft een lengte van 20,9 kilometer; de reistijd van eindpunt naar eindpunt bedraagt ongeveer 30 minuten. Op kaarten wordt de lijn meestal aangeduid met de kleur lichtblauw.
Tot 2018 heette de lijn Koerenivsko-Tsjervonoarmiejska-lijn (Oekraïens: Куренівсько-Червоноармійська лінія). Deze naam dankte de lijn aan de wijk Koerenivka (in het noorden) en de Tsjervonoarmiejska voelytsja (Straat van het Rode Leger). 

## Geschiedenis
In de tabel zijn de huidige namen van de stations gebruikt.
| Traject                                      | Openingsdatum    | Lengte  |
| -------------------------------------------- | ---------------- | ------- |
| Kontraktova plosjtsja - Majdan Nezalezjnosti | 17 december 1976 | 2,32 km |
| Obolon - Kontraktova plosjtsja               | 19 december 1980 | 4,40 km |
| Majdan Nezalezjnosti - Olimpiejska           | 19 december 1981 | 1,70 km |
| Herojiv Dnipra - Obolon                      | 6 november 1982  | 2,35 km |
| Olimpiejska - Lybidska                       | 30 december 1984 | 2,43 km |
| Lybidska - Vasylkivska                       | 15 december 2010 | 3,80 km |
| Vasylkivska - Vystavkovy tsentr              | 27 december 2011 | 1,48 km |

Na de val van de Sovjet-Unie in 1991 werd de naam van een aantal stations gewijzigd:
- Prospekt Korniejtsjoeka → Obolon
- Tsjervona plosjtsja → Kontraktova plosjtsja
- Plosjtsja Zjovtnevoji Revoljoetsieji (tot 1977 Plosjtsja Kalinina) → Majdan Nezalezjnosti
- Tsjervonoarmiejska → Palats "Oekrajina"
- Dzerzjynska → Lybidska

Na 2010 wisselde nog een aantal stations van naam:
- Respoeblikansky stadion → Olimpiejska (2011)
- Petrivka → Potsjajna (2018)
- Plosjtsja Lva Tolstoho → Plosjtsja Oekrajinskych Herojiv (2023)

## Stations
Binnen een overstapcomplex hebben de stations per lijn een andere naam.
| Station                                                  | Overstappunt             | Foto * | Type                         | Geopend          | Ligging                        | Stationscode |
| -------------------------------------------------------- | ------------------------ | ------ | ---------------------------- | ---------------- | ------------------------------ | ------------ |
| Herojiv Dnipra Героїв Дніпра                             |                          | 210 !  | ondiep gelegen zuilenstation | 6 november 1982  | 50° 31′ 22″ NB, 30° 29′ 55″ OL | 210          |
| Minska Мінська                                           |                          | 211 !  | Enkelgewelfdstation          | 6 november 1982  | 50° 30′ 44″ NB, 30° 29′ 54″ OL | 211          |
| Obolon Оболонь                                           |                          | 212 !  | ondiep gelegen zuilenstation | 5 november 1980  | 50° 30′ 5″ NB, 30° 29′ 53″ OL  | 212          |
| Potsjajna Почайна                                        | (Station Kyiv-Potsjajna) | 213 !  | ondiep gelegen zuilenstation | 5 november 1980  | 50° 29′ 11″ NB, 30° 29′ 52″ OL | 213          |
| Tarasa Sjevtsjenka Тараса Шевченка                       |                          | 214 !  | ondiep gelegen zuilenstation | 5 november 1980  | 50° 28′ 23″ NB, 30° 30′ 19″ OL | 214          |
| Kontraktova plosjtsja Контрактова площа                  |                          | 215 !  | ondiep gelegen zuilenstation | 17 december 1976 | 50° 27′ 55″ NB, 30° 31′ 0″ OL  | 215          |
| Posjtova plosjtsja Поштова площа                         | (Posjtova plosjtsja)     | 216 !  | ondiep gelegen zuilenstation | 17 december 1976 | 50° 27′ 33″ NB, 30° 31′ 29″ OL | 216          |
| Majdan Nezalezjnosti Майдан Незалежності                 | (Chresjtsjatyk)          | 217 !  | Kolommenstation              | 17 december 1976 | 50° 27′ 1″ NB, 30° 31′ 27″ OL  | 217          |
| Plosjtsja Oekrajinskych Herojiv Площа Українських Героїв | (Palats sportoe)         | 218 !  | Pylonenstation               | 19 december 1981 | 50° 26′ 22″ NB, 30° 30′ 58″ OL | 218          |
| Olimpiejska Олімпійська                                  |                          | 219 !  | Pylonenstation               | 19 december 1981 | 50° 25′ 56″ NB, 30° 30′ 58″ OL | 219          |
| Palats "Oekrajina" Палац "Україна"                       |                          | 220 !  | Pylonenstation               | 30 december 1984 | 50° 25′ 15″ NB, 30° 31′ 14″ OL | 220          |
| Lybidska Либідськ                                        |                          | 121 !  | Kolommenstation              | 30 december 1984 | 50° 24′ 48″ NB, 30° 31′ 28″ OL | 221          |
| Demiejivska Демiïвська                                   |                          | 222 !  | ondiep gelegen zuilenstation | 15 december 2010 | 50° 24′ 17″ NB, 30° 31′ 1″ OL  | 222          |
| Holosiejivska Гідропарк                                  |                          | 223 !  | ondiep gelegen zuilenstation | 15 december 2010 | 50° 23′ 51″ NB, 30° 30′ 30″ OL | 223          |
| Vasylkivska Васильківська                                |                          | 224 !  | Enkelgewelfdstation          | 15 december 2010 | 50° 23′ 36″ NB, 30° 29′ 17″ OL | 224          |
| Vystavkovy tsentr Виставковий центр                      |                          | 225 !  | Enkelgewelfdstation          | 27 december 2011 | 50° 22′ 57″ NB, 30° 28′ 39″ OL | 225          |
| Ipodrom Іподром                                          |                          | 226 !  | ondiep gelegen zuilenstation | 25 oktober 2012  | 50° 22′ 35″ NB, 30° 28′ 8″ OL  | 226          |
| Teremki Теремки                                          |                          | 227 !  | Enkelgewelfdstation          | 6 november 2013  | 50° 22′ 1″ NB, 30° 27′ 15″ OL  | 227          |

* De sorteerwaarde van de foto is de ligging langs de lijn

## Materieel
Voor de dienst op de Obolonsko-Teremkivska-lijn zijn er 32 vijfrijtuigtreinen beschikbaar. De metrolijn beschikt over een depot (№ 2) nabij station Obolon, dat ook door de Syretsko-Petsjerska-lijn gebruikt wordt.